# Fortuna! (Schiff, 2005)
Die Fortuna! ist ein Fahrgastschiff der Berliner Reederei Bruno Winkler.

## Geschichte
Das Schiff wurde auf der Lux-Werft in Mondorf gebaut und am 18. Juli 2005 von Bruno Winkler mit dessen Enkel Alexander getauft. Anwesend waren unter anderem der Reeder Lutz Freise, ein Vertreter der Bauwerft, Ingo Gersbeck vom Reederverband und der Buchautor Dieter Schubert. Das Schiff verfügt über ein Sonnendeck sowie einen Bug- und einen Panoramasalon; je nach Bestuhlung steht z. B. auch eine kleine Tanzfläche zur Verfügung. Die Innenausstattung des Schiffes wurde im Jahr 2015 modernisiert. Laut Werftplakette dürfen mit dem Schiff 300 Personen befördert werden, laut Dieter und Helga Schubert 290. Im Jahr 2018 wurde die Fortuna! zur Erneuerung des Oberdecks und zum Einbau neuer, emissionsarmer Motoren auf die Bauwerft gebracht.